# Liberala Nyhetsbyrån
Liberala Nyhetsbyrån AB (LNB) är en rikstäckande svensk nyhetsbyrå i Stockholm, specialiserad på att leverera opinionsmaterial till svenska dagstidningar. LNB:s kunder utgörs av landets nästan samtliga landsortstidningar med beteckningen liberal eller oberoende liberal, men genom åren också tidningar som betecknar sig som moderata, centerpartistiska, borgerliga eller helt oberoende. I dag abonnerar 36 tidningar på LNB:s dagliga material. Den sammanlagda upplagan är mer än 844 000 exemplar. Redaktionen arbetar i den klassiska, liberala presstraditionen vilket innebär att linjen i opinionsmaterialet baseras på liberal och humanistisk grund, men formas fristående från politiska partier och ägarintressen.
LNB ägs av sju liberala tidningsföretag och den liberala Stiftelsen Pressorganisation som också är största ägare.